# Cupcini
Cupcini – miasto (rum. oraș) w północno-zachodniej Mołdawii w rejonie Edineț. W latach 1958–1990 nazywało się  Kalininsk. Według danych szacunkowych, w 2004 liczyło 9086 mieszkańców.